# Price (rivière)
Pour les articles homonymes, voir Price.
La rivière Price est un cours d'eau d'Alaska, aux États-Unis situé dans le borough de North Slope. C'est un affluent de la rivière Ikpikpuk.

## Description
Longue de 45 milles (72 km), elle est formée des ruisseaux Key et Wolf et elle coule en direction de l'ouest pour se jeter dans la rivière Ikpikpuk à 36 milles (58 km) de sa source.
Son nom lui a été donné en 1924 par l'United States Geological Survey en souvenir de C.M. Price qui avait accompagné l'expédition sur la rivière Kobuk en 1886.

## Sources
- (en) « Price (rivière) », Geographic Names Information System